# Comuna Petrivka, Snovsk
Petrivka (în ucraineană Петрівка) este o comună în raionul Snovsk, regiunea Cernihiv, Ucraina, formată din satele Juravok și Petrivka (reședința).

## Demografie
Componența lingvistică a comunei Petrivka
     Ucraineană (96,98%)
     Rusă (2,64%)
     Alte limbi (0,39%)
Conform recensământului din 2001, majoritatea populației comunei Petrivka era vorbitoare de ucraineană (96,98%), existând în minoritate și vorbitori de rusă (2,64%).